# Episodi di Harvey Birdman, Attorney at Law (terza stagione)
La terza stagione della serie televisiva Harvey Birdman, Attorney at Law, composta da 12 episodi, è stata trasmessa negli Stati Uniti, da Adult Swim, dal 24 luglio al 23 ottobre 2005.
In Italia la stagione è inedita.
| nº | Titolo originale                       | Prima TV USA      |
| -- | -------------------------------------- | ----------------- |
| 1  | Booty Noir                             | 24 luglio 2005    |
| 2  | Harvey's Civvy                         | 31 luglio 2005    |
| 3  | X Gets the Crest                       | 7 agosto 2005     |
| 4  | Bird Girl of Guantanamole              | 14 agosto 2005    |
| 5  | Turner Classic Birdman                 | 21 agosto 2005    |
| 6  | Beyond the Valley of the Dinosaurs     | 28 agosto 2005    |
| 7  | Evolutionary War                       | 4 settembre 2005  |
| 8  | Free Magilla                           | 9 settembre 2005  |
| 9  | Return of Birdgirl                     | 18 settembre 2005 |
| 10 | Mindless                               | 25 settembre 2005 |
| 11 | Sebben and Sebben Employee Orientation | 16 ottobre 2005   |
| 12 | Identity Theft                         | 23 ottobre 2005   |